# Fărcaș
Fărcaș – wieś w Rumunii, w okręgu Dolj, w gminie Fărcaș. W 2011 roku liczyła 593 mieszkańców.